# 清水まなぶ
清水まなぶ（しみず まなぶ、1969年2月4日- ）は、日本のシンガーソングライター、歌手、俳優。長野県長野市出身。

## 略歴
アマチュア時代は都内ライブハウスでバンド活動後、世界十数ヶ国にて路上ライブを敢行。帰国後に小学館ビッグコミックスピリッツで連載されていたTKmanオーディションでDJ DRAGONの目に留り、合格。元々はバンドとしてデビューが予定されていたが、合格者が彼一人となった（他メンバーがTVでの顔出しNGだった）ためソロデビューへとプロジェクトが変更される。平成12年4月26日、小室哲哉、木根尚登のプロデュースにより、自身の作詞作曲であるサンキューニッポンでデビュー。
黄桜酒造（現・黄桜）のPUREのTVCMに使用され、自身もCMに出演する。同年8月30日、2ndシングル「Sweet Surrender/君の笑顔」リリース。「君の笑顔」は、NHKドラマ家族模様「素顔のときめき」の主題歌となる。自身も出演し大原麗子、杉浦直樹と共演。
その後、エフエム長野の「Remix Sight」や平日午後の生放送「Studio Siesta」にてレギュラーパーソナリティーを務めつつ、えひめエイズフォーラムやRed Ribbon ConcertHIV/AIDSなどの啓発活動にライブで参加。スペシャルオリンピックスにもライブ参加し、LOVE&PEACE なメッセージを曲にのせ様々な場所で歌う。
また2007年には祖父の戦争体験手記を目にし、その体験記を「回想」としてシングルリリースする。現在も「回想プロジェクト」として全国の学校などをまわり音楽活動の幅を広げている。
現在は地元長野において、タレント活動も行っている。

## プロフィール
- 1999年 「ビッグコミックスピリッツ TKman」オーディション合格
- 2000年 「サンキューニッポン」でデビュー。黄桜酒造CM出演。NHK連続ドラマ「素顔のときめき」出演。FM横浜レギュラー番組。
- 2001年 オムニバスCD「ヨコハマファクトリー」リリース。横浜・原宿WEEKENDライブ開催。
- 2002年 FM長野レギュラー番組スタート（2002-2009）。CSスカイパーフェクTV MC。
- 2003年 車山高原CM　イベント音楽の奏原（2002-2005）
- 2004年 愛媛レッドリボンコンサート　信越放送　信州の番組
- 2005年 スペシャルオリンピックス世界大会ステージ出演・コスモアースコンシャスアクト出演。CS NETTV・MC・ミュージックフリーマガジン・コラム参加。
- 2006年 善光寺灯明まつり出演
- 2007年「回想」リリース。須坂アートパークXmasコンサート（2007〜）
- 2008年「奇跡・絆」リリース。TSB終戦特別番組。ホテル・カントダウンライブ。24hTVコンサート（2008〜）
- 2009年「沈まぬ夕陽」リリース。回想プロジェクト全国キャラバン。TSBレギュラー番組2本スタート。スーパーウィークエンド出演（2009〜）
- 2010年 NHKラジオ第1　特別番組OA。ツイッタードラマ出演 善光寺節分会　福男。音楽ふれあい日和参加。
- 2011年「HISTORY」リリース。映画「安曇野水物語」出演、挿入歌担当。長野平和の日のつどい出演。
- 2012年 マンスリーギャザリング・スタート。忌野清志郎トリビュートLIVE 開催。「EVOLUTION」リリース。A CHAIN OF LOVE in TOKYO LIVE　開催。「MEDITATE」リリース。A CHAIN OF LOVE in NAGANO LIVE　開催。
- 2021年12月25日茅野市民館 で行われた音楽イベント「SUWARISE[1]2021」にゲストとして出演[2]｡

## ディスコグラフィー

### シングル
1. サンキューニッポン（2000年4月26日発売)
2. Sweet Surrender／君の笑顔（2000年8月30日発売)
3. 回想（2007年8月15日発売 JASRAC R-0790052)
4. 奇跡（2008年9月17日発売 JASRAC R-872132)
5. 沈まぬ夕陽（2009年9月11日発売 JASRAC R-0980608)
6. HISTORY (2011年4月17日発売  JASRACR-1130650)
7. EVOLUTION (2012年7月16日発売 JASRAC R-1260614)
8. MEDITATE (2012年12月8日発売 JASRAC R-12A1415)

## 出演番組

### レギュラー番組
- 「信州ゆうがたGet ドッキど金」　(TSBテレビ) 毎週金曜日 16:30〜
- 「素敵にコンシェルジュ」　(TSBテレビ) 毎週木曜日深夜 24:38〜

## 著書
- 『追いかけた77の記憶 信州全市町村 戦争体験聞き取りの旅』信濃毎日新聞社2017年ISBN 978-4784073153
- さなつ 絵『こはるさんのこもりうた』信濃毎日新聞社2022年ISBN 978-4784088423